# ブラックチェンバー
『ブラックチェンバー』は、1969年4月3日から同年6月26日まで、フジテレビ系列にて放映された東映制作のテレビドラマ。全13話、モノクロ作品。

## 概要
生島治郎作の小説『影が動く』などの“影シリーズ”を原作としてテレビドラマ化された。
警察から籍を抹消され、厳しい訓練を経た上で結成された、鏡と轟の秘密チームの活躍を中心に描く。彼らは警察手帳も手錠も、警察の権限も組織力も持たず、時に法を犯すこともいとわず、自分の力だけを以って事件の解決に動く。また、彼らの私生活についてはほとんど描かれるような事は無かった。
『銭形平次』『旅がらすくれないお仙』と高視聴率のテレビドラマを制作する東映が「異色のハードボイルド・アクション」と銘打ちスタートさせたが、すぐポカっとやる殴り合いで終始するストーリーの単調さで、第1話の視聴率が6.8%、第2話が6.7%、その後も7〜8%台の低空飛行を続け、フジテレビサイドから東映に「ハードボイルドとは、殴り合いと思っているのでは。画面が汚く、労務者や沖仲士がしばしば出てきて現代風のカッコ良さがない」等と批判された。この年4月からの新番組のうち、第一号としてテコ入れを受け、中山仁・内田良平の男二人に女優のお色気を盛り込むことになった。しかしそれでも思うように好転せず、スポンサーからの要望もあって第13話を以って終了して、後番組へ方向転換することになった。
後番組は本作の続編的な作品となる『特命捜査室』で、このドラマにも本作から中山仁、千葉治郎（現・矢吹二朗）、賀川雪絵（現・賀川ゆき絵）がそれぞれ同じ役名のままで続投している。

## ビデオソフト等
- 本作品はオープニングと第2話の「殺し屋を消せ」のエンディング部分が過去に『東映TV主題歌大全集1 現代劇篇』に収録されており、後に東映ビデオからLDとVHSで発売されている。DVD版は未発売。

- 東映チャンネルでもこれまでに第1話の放映もされていない為、ネガフィルム・ポジフィルム共に現存状況は不明である。また全13話本編を収録したソフトの発売もない。

## 放映データ
- 放映期間：1969年4月3日〜1969年6月26日
- 放映曜日・放映時間帯：毎週木曜日22時〜22時56分
- 放映話数：全13話
- 放映形式：モノクロ16mmフィルム

### スタッフ
- 原作：生島治郎
- プロデューサー：新藤善之（フジテレビ）、渡辺洋一（東映）、吉川進（東映）
- 脚本：放映リスト参照
- 監督：放映リスト参照
- 制作担当：桑原秀郎
- 進行主任：大山勝利
- 音楽：八木正生
- 擬斗：日尾孝司
- 撮影：星島一郎
- 録音：岩田広一
- 記録；小貫綮子
- 照明：大町博信
- 美術：北郷久典
- 編集：大橋四郎
- 助監督：館野彰
- 制作：フジテレビ、東映

### 主題歌・挿入歌
- 主題歌（エンディング）：『影のバラード』 歌：中山仁 （作詞：藤原純、作曲：八木正生）

## キャスト
- 鏡俊太郎：中山仁
- 轟啓介：内田良平
- 桂秀樹本部長：河津清三郎
- 英二：千葉治郎
- 南恭子：賀川雪絵
- ナレーター：矢島正明

## 放映リスト
| 回数 | 放送日        | サブタイトル       | 脚本     | 監督     | ゲスト                                                                        |
| ---- | ------------- | ------------------ | -------- | -------- | ----------------------------------------------------------------------------- |
| 1    | 1969年 4月3日 | 殺しの地下ルート   | 飯田豊一 | 山田達雄 | 蜷川幸雄、伊藤久哉、須賀不二男                                                |
| 2    | 4月10日       | 殺し屋を消せ       | 飯田豊一 | 山田達雄 | 宮園純子、万里昌代、高橋昌也、二本柳寛 、岡部正純、久富惟晴                   |
| 3    | 4月17日       | 必殺の墓標         | 山田信夫 | 降旗康男 | プラバー・シェス、鶴見丈二                                                    |
| 4    | 4月24日       | 皆殺しの密輸部隊   | 田口勝彦 | 田口勝彦 | ミスター珍、北原義郎、原良子、 マイク・ダーニン、高品格、増田順司、三重街恒二 |
| 5    | 5月1日        | 第十三期殺人同期生 |          | 竹本弘一 | 高毬子、睦五郎、六本木真、神田隆、青木義朗、大村文武                          |
| 6    | 5月8日        | 昼下がりの狙撃     |          | 竹本弘一 | 磯野洋子、真山知子、永山一夫、石橋雅史、市村俊幸、石井隆一                    |
| 7    | 5月15日       | 天国へのハイウエー |          | 小林恒夫 | 岡田英次、国景子、高宮敬二、豊田紀雄、ヒデとロザンナ                          |
| 8    | 5月22日       | 影の殺人者         | 七条門   | 村山新治 | 影万里江、岸田森、伊藤寿章、萩玲子、相馬剛三                                  |
| 9    | 5月29日       | 殺人への招待       | 津田幸夫 | 山田達雄 | 御木本伸介、小園容子、睦五郎、日高晤郎、南弘子                                |
| 10   | 6月5日        | 白昼の暗殺者       | 津田幸夫 | 山田達雄 | 佐藤友美、長谷川明男、今井健二、澤村宗之助、北上弥太郎                        |
| 11   | 6月12日       | 可愛い女と危険な女 |          | 山田稔   | 田口計、高倉みゆき、山城新伍、沼田曜一、依田英助、瀬良明                      |
| 12   | 6月19日       | 珈琲の国から来た男 | 布施博一 | 佐伯清   | 安藤昇、服部マリ、浅見比呂志、村上冬樹、 川野耕司、丸茂光紀、勝部演之         |
| 13   | 6月26日       | バラ色の死刑台     | 押川國秋 | 田口勝彦 | 有沢正子、伊豆肇、南廣、ジョン・フォルソ、 守屋俊志、三原博、星野兼児郎       |